# Конкакафов златни куп
Конкакафов златни куп (или КОНКАКАФ златни куп; енгл. CONCACAF Gold Cup) јесте главно такмичење мушких националних фудбалских репрезентација, под окриљем Конкакафа. Победник овог такмичења непосредно се пласира на Куп конфедерација. Турнир је својствен по томе што су у њему од 1996. до 2007. учествовале две репрезентације ван Конкакафове зоне, зависно које добију позивницу за учешће.

## Историја
Овај турнир се од 1963. до 1991. звао Конкакафов шампионат и тада се играло без тимова који нису чланице Конкакафове зоне.

### Списак гостију турнира
| Година | Репрезентација                    |
| 1996.  | Бразил                            |
| 1998.  | Бразил                            |
| 2000.  | Перу, Колумбија, Јужна Кореја     |
| 2002.  | Јужна Кореја, Еквадор             |
| 2003.  | Бразил, Колумбија                 |
| 2005.  | Јужноафричка Република, Колумбија |
| 2021.  | Катар                             |
| 2023.  | Катар                             |
| 2025.  | Саудијска Арабија                 |

### Успеси гостујућих репрезентација
| Репрезентација    | Конфедерација | 1996 | 1998 | 2000 | 2002 | 2003 | 2005 | 2021 | 2023 | 2025 | Учешћа |
| ----------------- | ------------- | ---- | ---- | ---- | ---- | ---- | ---- | ---- | ---- | ---- | ------ |
| Бразил            | Конмебол      | 2.   | 3.   | –    | –    | 2.   | –    | –    | –    | –    | 3      |
| Колумбија         | Конмебол      | –    | –    | 2.   | –    | Кв.  | 3.   | –    | –    | –    | 3      |
| Перу              | Конмебол      | –    | –    | 3.   | –    | –    | –    | –    | –    | –    | 1      |
| Јужна Кореја      | АФК           | –    | –    | ГФ   | 4.   | –    | –    | –    | –    | –    | 2      |
| Еквадор           | Конмебол      | –    | –    | –    | ГФ   | –    | –    | –    | –    | –    | 1      |
| Јужна Африка      | КАФ           | –    | –    | –    | –    | –    | Кв.  | –    | –    | –    | 1      |
| Катар             | АФК           | –    | –    | –    | –    | –    | –    | –    | 3.   | ЧФ   | 2      |
| Саудијска Арабија | AFK           | –    | –    | –    | –    | –    | –    | –    | –    | ЧФ   | 1      |

## Резултати
| Конкакафов златни куп (1991–данас) | Конкакафов златни куп (1991–данас) | Конкакафов златни куп (1991–данас) | Конкакафов златни куп (1991–данас) | Конкакафов златни куп (1991–данас) | Конкакафов златни куп (1991–данас) | Конкакафов златни куп (1991–данас) | Конкакафов златни куп (1991–данас) | Конкакафов златни куп (1991–данас) | Конкакафов златни куп (1991–данас) | Конкакафов златни куп (1991–данас) | Конкакафов златни куп (1991–данас) | Конкакафов златни куп (1991–данас) |
| ---------------------------------- | ---------------------------------- | ---------------------------------- | ---------------------------------- | ---------------------------------- | ---------------------------------- | ---------------------------------- | ---------------------------------- | ---------------------------------- | ---------------------------------- | ---------------------------------- | ---------------------------------- | ---------------------------------- |
| Бр.                                | Година                             | Домаћин                            |                                    | Финале                             | Финале                             | Финале                             |                                    | Утакмица за треће место            | Утакмица за треће место            | Утакмица за треће место            |                                    | Репрезентација                     |
| Бр.                                | Година                             | Домаћин                            | Шампион                            | Резултат                           | Финалиста                          | Треће место                        | Резултат                           | Четврто место                      |                                    |                                    |                                    | Репрезентација                     |
| 1                                  | 1991                               | САД                                | · Сједињене Државе                 | 0:0 (п. с. н.) (4:3 пен.)          | · Хондурас                         | · Мексико                          | 2–0                                | · Костарика                        | 8                                  |                                    |                                    |                                    |
| 2                                  | 1993                               | САД · Мексико                      | · Мексико                          | 4:0                                | · Сједињене Државе                 | · Костарика                        | 1–1 (п. с. н.) (1)                 | · Јамајка                          | 8                                  |                                    |                                    |                                    |
| 3                                  | 1996                               | САД                                | · Мексико                          | 2:0                                | · Бразил                           | · Сједињене Државе                 | 3–0                                | · Гватемала                        | 9                                  |                                    |                                    |                                    |
| 4                                  | 1998                               | САД                                | · Мексико                          | 1:0                                | · Сједињене Државе                 | · Бразил                           | 1–0                                | · Јамајка                          | 10                                 |                                    |                                    |                                    |
| 5                                  | 2000                               | САД                                | · Канада                           | 2:0                                | · Колумбија                        | Није одржано                       | Није одржано                       | Није одржано                       | 12                                 |                                    |                                    |                                    |
| 5                                  | 2000                               | САД                                | · Канада                           | 2:0                                | · Колумбија                        | Перу · Тринидад и Тобаго           |                                    |                                    | 12                                 |                                    |                                    |                                    |
| 6                                  | 2002                               | САД                                | · Сједињене Државе                 | 2:0                                | · Костарика                        | · Канада                           | 2–1                                | · Јужна Кореја                     | 12                                 |                                    |                                    |                                    |
| 7                                  | 2003                               | САД · Мексико                      | · Мексико                          | 1:0 (Златни гол)                   | · Бразил                           | · Сједињене Државе                 | 3–2                                | · Костарика                        | 12                                 |                                    |                                    |                                    |
| 8                                  | 2005                               | САД                                | · Сједињене Државе                 | 0:0 (п. с. н.) (3–1 пен.)          | · Панама                           | Није одржано                       | Није одржано                       | Није одржано                       | 12                                 |                                    |                                    |                                    |
| 8                                  | 2005                               | САД                                | · Сједињене Државе                 | 0:0 (п. с. н.) (3–1 пен.)          | · Панама                           | Колумбија · Хондурас               |                                    |                                    | 12                                 |                                    |                                    |                                    |
| 9                                  | 2007                               | САД                                | · Сједињене Државе                 | 2:1                                | · Мексико                          | Канада · Гваделуп                  | Канада · Гваделуп                  | Канада · Гваделуп                  | 12                                 |                                    |                                    |                                    |
| 10                                 | 2009                               | САД                                | · Мексико                          | 5:0                                | · Сједињене Државе                 | Костарика · Хондурас               | Костарика · Хондурас               | Костарика · Хондурас               | 12                                 |                                    |                                    |                                    |
| 11                                 | 2011                               | САД                                | · Мексико                          | 4:2                                | · Сједињене Државе                 | Хондурас · Панама                  | Хондурас · Панама                  | Хондурас · Панама                  | 12                                 |                                    |                                    |                                    |
| 12                                 | 2013                               | САД                                | · Сједињене Државе                 | 1:0                                | · Панама                           | Хондурас · Мексико                 | Хондурас · Мексико                 | Хондурас · Мексико                 | 12                                 |                                    |                                    |                                    |
| 13                                 | 2015                               | САД · Канада                       | · Мексико                          | 3:1                                | · Јамајка                          | · Панама                           | 1–1 (п. с. н.) (3–2, пен.)         | · Сједињене Државе                 | 12                                 |                                    |                                    |                                    |
| 14                                 | 2017                               | САД                                | · Сједињене Државе                 | 2:1                                | · Јамајка                          | Није одржано                       | Није одржано                       | Није одржано                       | 12                                 |                                    |                                    |                                    |
| 14                                 | 2017                               | САД                                | · Сједињене Државе                 | 2:1                                | · Јамајка                          | Костарика · Мексико                |                                    |                                    | 12                                 |                                    |                                    |                                    |
| 15                                 | 2019                               | САД · Костарика · Јамајка          | · Мексико                          | 1:0                                | · Сједињене Државе                 | Хаити · Јамајка                    | Хаити · Јамајка                    | Хаити · Јамајка                    | 16                                 |                                    |                                    |                                    |
| 16                                 | 2021                               | САД                                | · Сједињене Државе                 | 1:0 (п. с. н.)                     | · Мексико                          | Канада · Катар                     | Канада · Катар                     | Канада · Катар                     | 16                                 |                                    |                                    |                                    |
| 17                                 | 2023                               | Канада · САД                       | · Мексико                          | 1:0                                | · Панама                           | Јамајка · Сједињене Државе         | Јамајка · Сједињене Државе         | Јамајка · Сједињене Државе         | 16                                 |                                    |                                    |                                    |
| 18                                 | 2025                               | Канада · САД                       | · Мексико                          | 2:1                                | · Сједињене Државе                 | Гватемала · Хондурас               | Гватемала · Хондурас               | Гватемала · Хондурас               | 16                                 |                                    |                                    |                                    |

- п.с.н.: судијска надокнада
- а.с.д.е.т.: продужеци
- пен: пенали

(1) Костарика и Јамајка су делиле треће место.